# کامیشیمو

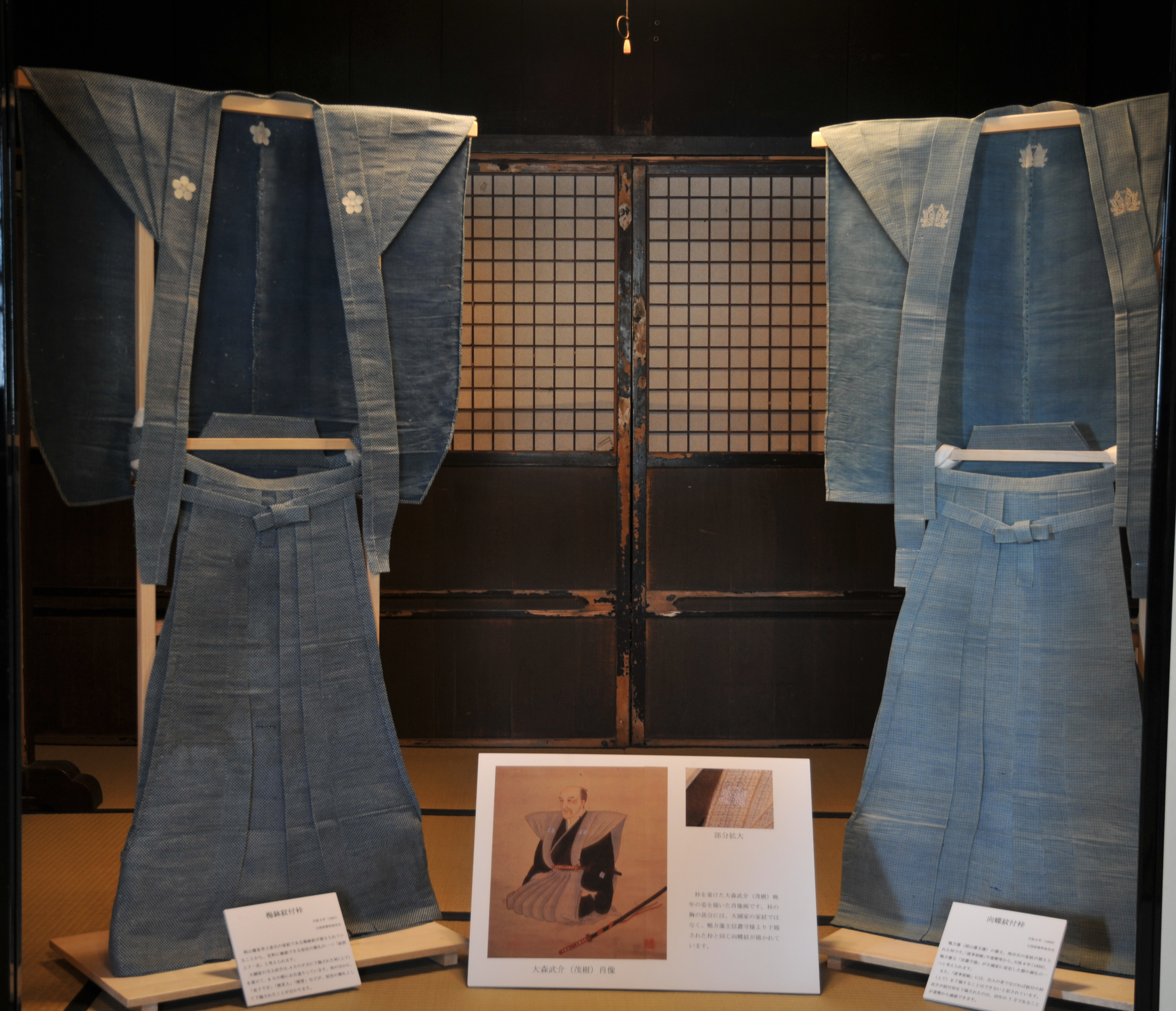

کامیشیمو (به ژاپنی: 裃, Kamishimo) پوشاک رسمی مردانه و نوعی کیمونو است. به‌طور معمول، بلند و دنباله‌دار است. در موارد رسمی، نوازندگان سازهای سنتی ژاپن و اعضای نو (تئاتر) از کامیشیمو برای تشریفات استفاده می‌کنند.
کامیشیمو یک لباس تشریفاتی رسمی دو تکه بود که توسط سامورایی‌های دوره ادو هنگام مراسم در دربار پوشیده می‌شد. نسخه‌ای از آن که کمتر رسمی بود سامورایی‌ها به عنوان لباس روزمره در دوره موروماچی می‌پوشیدند که به مرور زمان به لباسی تشریفاتی تبدیل شد.
کامیشیمو شامل یک کیمونوی رسمی و یک ژاکت شانه پهن بدون آستین بنام «کاتاگینو» بوده‌است. هنگام حضور سامورایی‌ها در دربار آنها موظف به پوشیدن نوعی هاکامای بلند بنام «ناگا باکاما» بودند و بلندی این نوع هاکاما بحدی بود که حدود ۳۰ الی ۶۰ سانتیمتر بر روی زمین کشیده می‌شد و به علت بلندی بیش از اندازه مانع از حرکت سریع سامورایی‌ها می‌شد و بدین طریق درباریان از حمله غافلگیرانه و سوء قصد توسط سامورایی‌هایی که در دربار حضور داشته‌اند در امان می‌ماندند.

## انواع

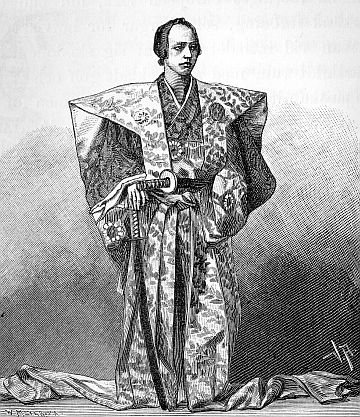
لباس رسمی درباری از نوع ناگاکامیشیمو

هان‌کامکایشینو «نصف کامیشیمو»، نوع عادی. این نام به این دلیل است که هاکاما (شلوار) دارای طول عادی است در مقایسه با هاماکاهای بلند. این نوع در اصل، از زمان‌های بسیار قدیم وجود داشته‌است. این نوع هم توسط سامورایی‌ها و هم توسط مردم عادی استفاده می‌شد. مردم عادی آن را فقط در مراسم تشریفاتی می‌پوشیدند.
ناگا-کامیشیمو «کامیشیموی بلند». باافزودن طول هاکاما (شلوار) به حدود ۱٫۵ برابر نوع عادی (هان‌کامکایشینو «نصف کامیشیمو»)، و پوشیدن آن بدون بیرون گذاشتن کف پاها از هاکاما، ساخته شده‌است. ناگا-کامیشیمو بیشتر از هان‌کامکایشینو در مراسم خیلی رسمی استفاده می‌شد. طول شلوار هنگامی که برای لباس‌های صحنه کابوکی استفاده می‌شود، تقریباً نه ۱٫۵ برابر بلکه حتی دو برابر طول شلوار بلندی دارد و بر زمین کشیده می‌شد.
تسوگی کامیشیمو «غیر همرنگ» که بالاتنه و شلوار آن از یک رنگ یا یک نوع پارچه نیست. شلوار درست مانند هان‌کامکایشینو دارای طول عادی است. گفته می‌شود این نوع غیررسمی تر از یک هان‌کامکایشینو است، اما امروزه به ندرت استفاده می‌شود. در دوره ادو، مقامات کیوتو و کوگه (اشراف درباری) به‌طور روزمره از این نوع استفاده می‌کردند.

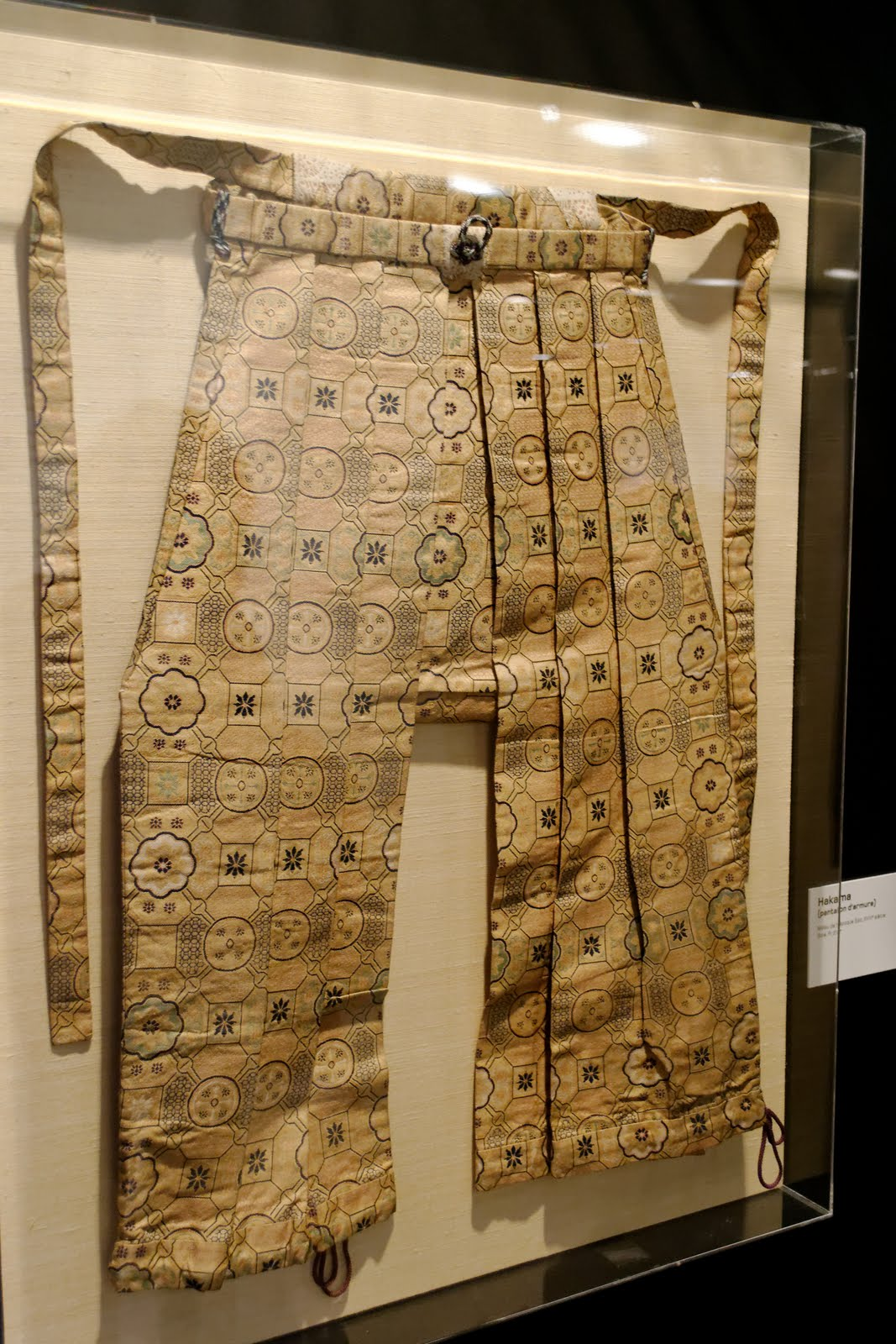
هاکاما (袴)
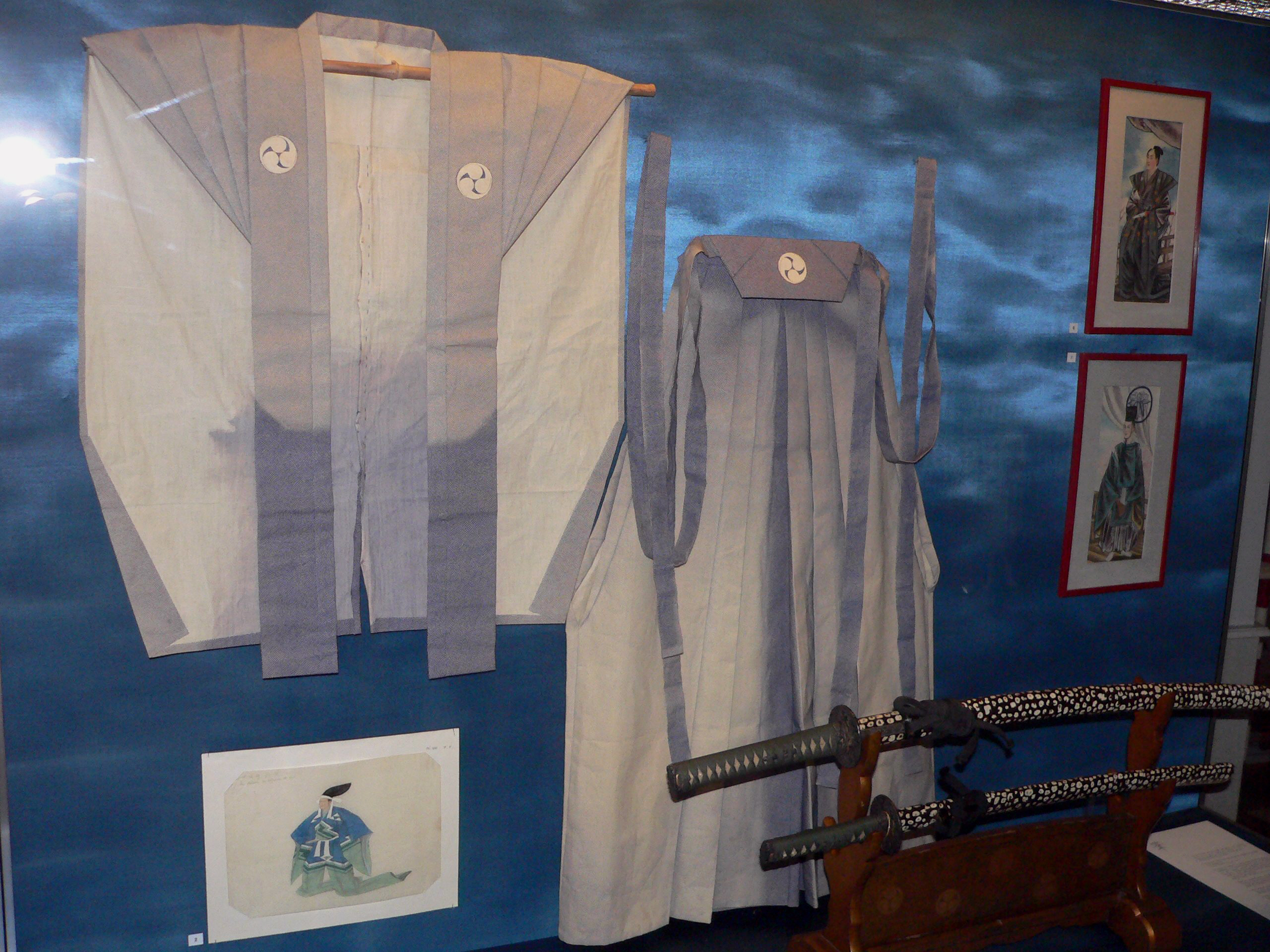
یک دست کامیشیمو متعلق به دوره ادو، با کاتاگینو و کیمونو در سمت چپ و «هاکاما» در سمت راست
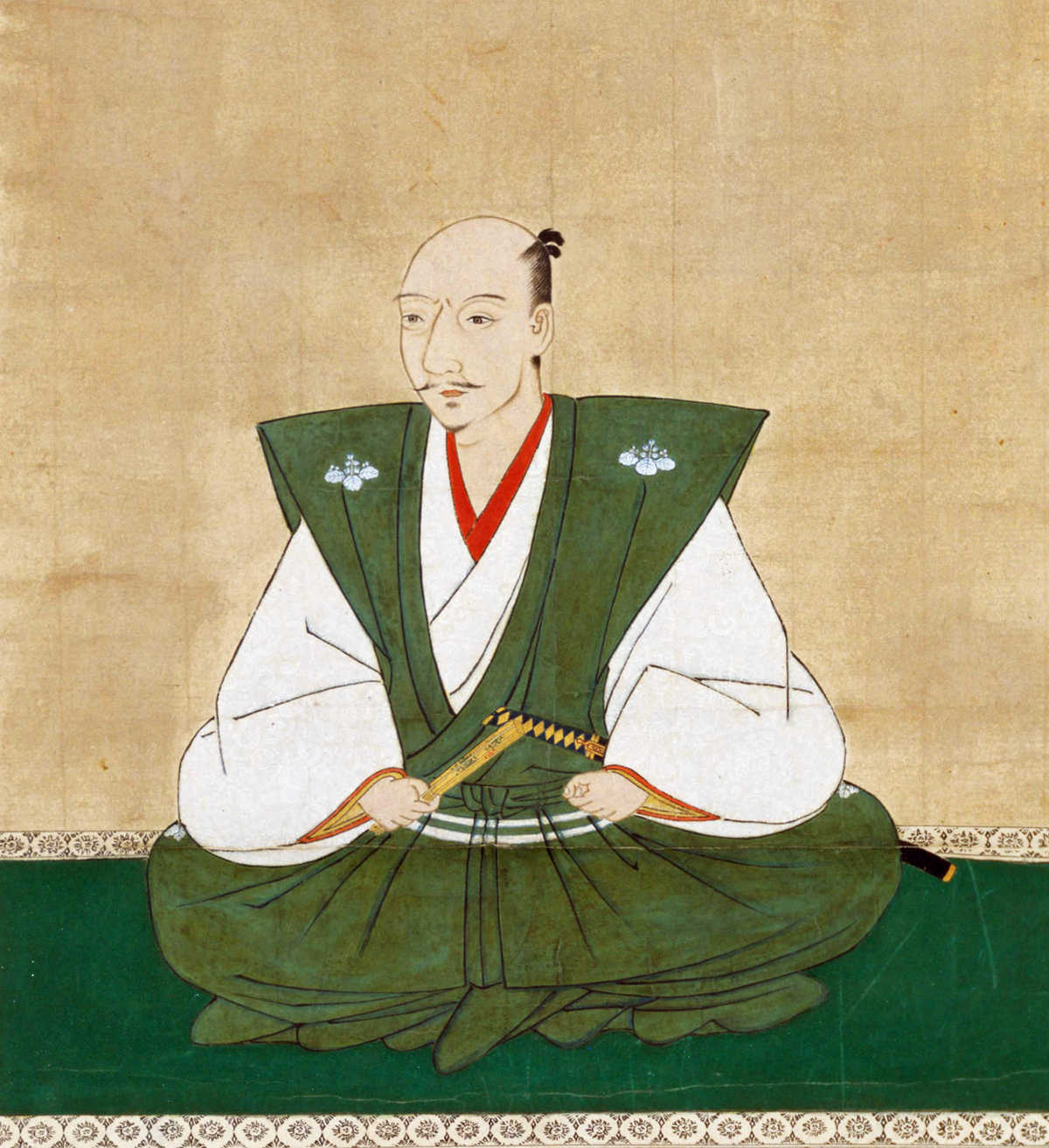
اودا نوبوناگا با کامیشیمو